# L'ala della notte
L'ala della notte (titolo originale Night wing) è un romanzo dello scrittore statunitense Martin Cruz Smith del 1977, di genere giallo/horror. In Italia è stato pubblicato nel 1999, nella collana Il Giallo Mondadori, con il numero 2613. Il romanzo è stato finalista all'Edgar Award, nel 1978. Dal libro è stato tratto un film, nel 1979, dal titolo Le ali della notte, con regista Arthur Miller.

## Trama
Nel Nuovo Messico le credenze religiose del popolo Hopi sono ancora molto forti. Tra i principali credenti vi è il vecchio Abner, che è stato allontanato dalla comunità perché da tutti additato come stregone. Quando il vicesceriffo Duran trova il corpo dell'uomo martirizzato da un'orda di morsi misteriosi, inizia ad indagare per far luce sulla faccenda. In suo aiuto accorrono un misterioso scienziato e la fidanzata medico del poliziotto, Anne.

## Personaggi
- Youngman Duran: vicesceriffo Hopi
- Anne Dillon l: infermiera e fidanzata di Duran
- Abner Tasupi: vecchio indiano Hopi
- Hayden Paine: ricercatore
- Walter Chee: presidente del consiglio tribale Navajo
- Selwyn: proprietario della stazione di posta
- John Franklin: turista e missionario
- Joe Momoa: proprietario di un ranch

## Edizioni
- Martin Cruz Smith, L'ala della notte, traduzione di Nicoletta Lamberti, Il Giallo Mondadori n. 2613, Arnoldo Mondadori Editore, 1999,  p. 250.